# Podabacia crustacea
Podabacia crustacea är en korallart som först beskrevs av Peter Simon Pallas 1766.  Podabacia crustacea ingår i släktet Podabacia och familjen Fungiidae. IUCN kategoriserar arten globalt som livskraftig. Inga underarter finns listade i Catalogue of Life.